# Aves del Estínfalo

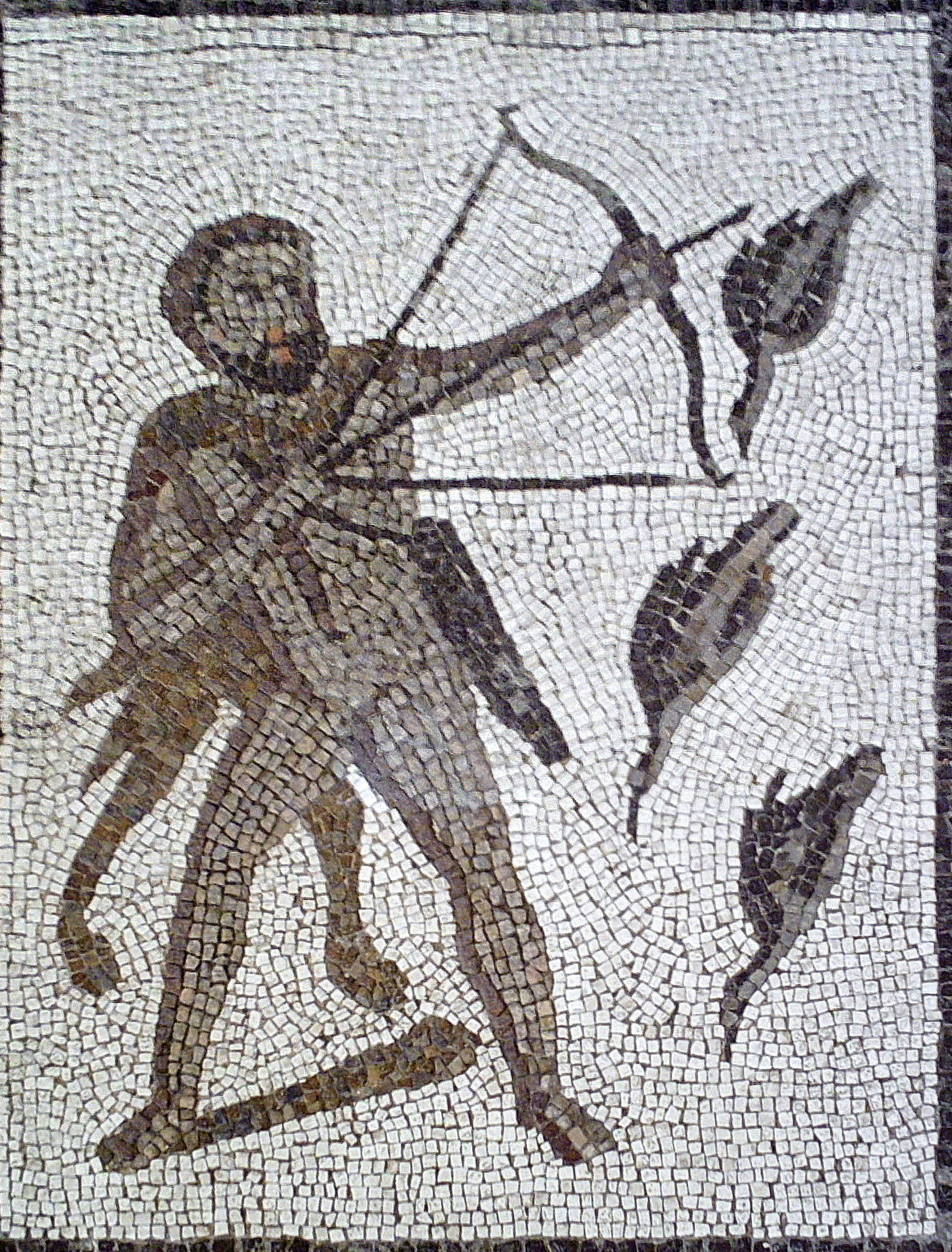
Mosaico de los trabajos de Heracles: matando a las aves del Estínfalo (Detalle procedente de Liria, Valencia).

En la mitología griega, las aves del Estínfalo eran unas aves que tenían picos, alas y garras de bronce, cuyos excrementos venenosos arruinaban los cultivos y también eran carnívoras. Poblaban la región y el bosque alrededor del lago Estínfalo (Arcadia). Euristeo comandó entonces a Heracles que acabase con la amenaza de dichas aves, como parte de los doce trabajos de Heracles, ya que en ocasiones atacaban al ganado o a la población. Heracles se dirigió al Estínfalo, y ahí se encontró desolado, pues la misión era imposible al no tener flechas suficientes para matar a todas las aves.

Entonces apareció Atenea y le socorrió dándole un cascabel de bronce y le mandó a que lo tocara desde una colina elevada, al hacerlo las aves asustadas emprendieron vuelo y nunca más se las volvió a ver en el bosque y el lago. Muchas de ellas fueron derribadas por las flechas de Heracles y las que consiguieron escapar huyeron hacia la isla de Ares, en el Mar Negro, donde fueron encontradas años después por los Argonautas.
Cuando Heracles volvió con Euristeo, este se hallaba en su refugio debido a que varios de los pájaros de bronce volaban alrededor de su palacio. Al ver esto, Heracles sonó su cascabel y las aves se alejaron de ahí.